# Mambéré-Kadéï
Prefectura Mambéré-Kadéï este una dintre cele 14 unități administrativ-teritoriale de gradul I ale Republicii Centrafricane.